# Johan Magnus Kjellberg
Johan Magnus Kjellberg, född 1757, död 1 juni 1791, var en violinist vid Kungliga hovkapellet.
Johan Magnus Kjellberg anställdes 1780 som violinist vid Kungliga hovkapellet i Stockholm.